# Ágios Theódoros (Chálki)
Pour les articles homonymes, voir Ágios Theódoros.
Ágios Theódoros, en grec moderne : Άγιος Θεόδωρος ou Ágii Theódori (grec moderne : Άγιοι Θεόδωροι), est une île inhabitée au large de l'île de Chálki, dans le Dodécanèse en Grèce.
Elle est située au nord-est de Chálki et à l'ouest de l'île d'Alimniá. Sa superficie est de 0,651 km2 et elle est classée par le réseau écologique européen Natura 2000 comme zone de protection spéciale pour les espèces : Goéland d'Audouin et Fauvette de Rüppell.